# Koninklijke toespraken in Nederland
Sinds 1931 worden er door de Nederlandse Koning officiële toespraken gehouden die uitgezonden worden via een massamedium en bedoeld zijn voor iedereen in het Koninkrijk der Nederlanden. Jaarlijks vindt er op Prinsjesdag een toespraak plaats tijdens de opening van het parlementaire jaar in de Ridderzaal te Den Haag, waarbij het staatshoofd een troonrede voorleest. Sinds 1948 houdt het staatshoofd bijna jaarlijks een kersttoespraak. Zelden worden andere officiële toespraken gehouden die gericht zijn aan het gehele volk. 

## Radio Oranje en De Brandaris
Tijdens de Tweede Wereldoorlog ging de Nederlandse regering in ballingschap in Londen. Op 28 juli 1940 gaf koningin Wilhelmina op Radio Oranje haar eerste toespraak vanuit Londen. Gedurende de Tweede Wereldoorlog gaf Wilhelmina 31 radiotoespraken, waaronder een aantal kersttoespraken, via Radio Oranje en De Brandaris.
Op 5 mei 1945 hield Wilhelmina een toespraak ter gelegenheid van de bevrijding van Nederland via Radio Herrijzend Nederland.

## Kersttoespraken
In 1931 gaf koningin Wilhelmina voor het eerst een kersttoespraak, die via de radio werd uitgezonden. In 1939 volgde pas de eerstvolgende kersttoespraak van de koningin. Deze was gericht op de mensen die gemobiliseerd waren in verband met de Duitse militaire dreiging die uiteindelijk zou uitgroeien tot de Tweede Wereldoorlog. In de jaren die volgden gaf Wilhelmina jaarlijks in de kerstperiode een kersttoespraak op de radio, totdat zij in 1948 afstand deed van de troon.
In 1948 nam koningin Juliana de jaarlijkse traditie over en bleef dit doen totdat zij in 1980 afstand deed van de troon. In al die jaren sloeg ze alleen in 1970 de kersttoespraak over, vanwege haar eerdere toespraak dat jaar ter gelegenheid van de viering van 25 jaar bevrijding.
Vanaf 1980 nam koningin Beatrix de jaarlijkse traditie over die de kersttoespraak tot en met 2012 gaf (in 2013 trad Beatrix af). Tot in 1999 vond deze traditie enkel plaats op de radio. Vanaf 2000 veranderde dit en gaf ze haar kersttoespraak op zowel radio als televisie.
Sinds 2013 wordt de jaarlijkse kersttoespraak gehouden door koning Willem-Alexander en wordt uitgezonden op radio en televisie.
Wilhelmina, Juliana en Beatrix schreven zelf de kersttoespraak. Willem-Alexander nam hiervoor een speechwriter in dienst.

## Overzicht
| Datum               | Wie              | Medium                              | Reden | Bronnen                     |
| ------------------- | ---------------- | ----------------------------------- | --- | --------------------------- |
| 1931                | Wilhelmina       | radio                               | kersttoespraak                                                                                               | [ 4 ] [ 5 ]                 |
| 1939-1947           | Wilhelmina       | radio                               | kersttoespraak                                                                                               | [ 4 ] [ 5 ]                 |
| 28 juli 1940 - 1945 | Wilhelmina       | radio                               | steun bevolking en verzet in Tweede Wereldoorlog                                                             |                             |
| 5 mei 1945          | Wilhelmina       | radio                               | bevrijding van Nederland                                                                                     | [ 3 ]                       |
| 12 mei 1948         | Wilhelmina       | radio                               | aankondiging aftreden                                                                                        | [ 8 ]                       |
| 1948-1979*          | Juliana          | radio                               | kersttoespraak                                                                                               | [ 4 ] [ 5 ]                 |
| 8 februari 1953     | Juliana          | radio                               | watersnood van 1953, dag van nationale rouw                                                                  | [ 9 ] [ 10 ]                |
| 1970                | Juliana          |                                     | 25 jaar bevrijding                                                                                           | [ 5 ]                       |
| 31 januari 1980     | Juliana          | radio en televisie                  | aankondiging aftreden                                                                                        | [ 11 ]                      |
| 1980-2012           | Beatrix          | radio en (sinds 2000 ook) televisie | kersttoespraak                                                                                               | [ 4 ] [ 5 ]                 |
| 30 april 2009       | Beatrix          | televisie                           | aanslag op Koninginnedag 2009                                                                                | [ 12 ]                      |
| 28 januari 2013     | Beatrix          | radio en televisie                  | aankondiging aftreden                                                                                        | [ 13 ]                      |
| 29 april 2013       | Beatrix          | radio en televisie                  | aftreden | [ 14 ] [ 15 ]               |
| 2013-heden          | Willem-Alexander | radio en televisie                  | kersttoespraak                                                                                               | [ 6 ] [ 7 ]                 |
| 21 juli 2014        | Willem-Alexander | televisie                           | vliegramp Malaysia Airlines-vlucht 17                                                                        | [ 16 ]                      |
| 20 maart 2020       | Willem-Alexander | televisie                           | uitbraak SARS-CoV-2 in Nederland                                                                             | [ 9 ]                       |
| 27 april 2020       | Willem-Alexander | televisie                           | Koningsdag 2020 wordt thuis gevierd                                                                          | [ 17 ] [ 18 ] [ 19 ] [ 20 ] |
| 4 mei 2020          | Willem-Alexander | televisie                           | 75 jaar Nationale Dodenherdenking tijdens de coronacrisis                                                    | [ 21 ] [ 22 ] [ 23 ]        |
| 21 oktober 2020     | Willem-Alexander | televisie                           | na kritiek op vakantie Griekenland tijdens coronacrisis, terwijl kabinet opriep zo weinig mogelijk te reizen | [ 24 ]                      |